# Гешвенд, Фёдор Романович
Фёдор Романович Гешвенд (1838, Гельсингфорс — 1890, Киев) — российский инженер шведского происхождения, архитектор, один из первых создателей технических проектов реактивных двигателей. Брат архитектора А. Р. Гешвенда.

## Биография
Родился 2 октября 1838 года в Гельсингфорсе. В 1846 году вместе с родителями переехал в Петербург, где в 1848 году поступил в училище при лютеранской церкви Святой Анны. В 1852 году поступил в Петербургское строительное училище. После выпуска в 1858 году был назначен архитекторским помощником в Киевскую строительную и дорожную комиссию.
Занимал должность старшего архитектора киевского губернского правления (до 1863 года), гражданского инженера при киевской палате государственных имуществ (по 1868 год). В 1866 году удостоен звания инженер-архитектора. В 1870-х был назначен строителем зданий богадельни и больницы для душевнобольных при Киево-Кирилловских богоугодных заведениях. Вскоре после этого определён на должность архитектора при киевском военно-окружном инженерном управлении. Впоследствии был назначен киевским губернским инженером.
Во время русско-турецкой войны состоял в качестве инженера для устройства военных сообщений.
В 1886 году опубликовал книгу «Общее основание проекта применения реактивной работы пара к железнодорожным паровозам» в которой предложил применять реактивный движитель для железнодорожного транспорта.
В 1887 году в своей книге «Общее устройство воздухоплавательного парохода» им было дано описание проекта реактивного самолёта («паролёта») и многосоплового реактивного двигателя. В дальнейшем изобретение этого двигателя было приписано французскому конструктору Мело, который опубликовал свой проект в 1920 году.

## Проект «Паролета» Гешвенда
Устройство «Паролет», которое описал Ф. Р. Гешвед, по существу это реактивный пассажирский самолёт. Материал конструкции стальные трубы и листовой цинк и латунь. Конструктивно представлял собой биплан-бесхвостку с крыльями эллиптической формы малого удлинения. Размах крыльев — 3 м. Общая площадь крыльев 32,5 м². Каркас крыла металлический обшивка полотняная.
Фюзеляж длиной 9 метров конусообразной формы с застекленной кабиной для двух-трех пассажиров. В передней части кабины размещен трубчатый паровой котел и место пилота — «машиниста».
Для взлета и посадки было предусмотрено четырёхколесное шасси. Взлетать самолёт должен был по рельсам на скорости 116 км/ч.
Двигатель — паровой реактивный. Расчетная мощность 199 л. с., тяга 1350 кгс. Принцип работы двигателя — сжатый пар от парового котла проходит через шесть конических сопел, постепенно возрастающего диаметра, затем он вырывается из отверстия, присоединенной к котлу трубе это создает реактивную тягу. Топливо парового котла керосин. По расчётам на один час полета требовалось 16 литров керосина и 106 литров воды.
Управление в полете осуществляется с помощью аэродинамического руля или поворотом сопла двигателя.
Гешвед разработал схему эксплуатации «Паролета» на маршруте Киев — Петербург. На линии предлагалось сделать пять промежуточных станций для дозаправки самолёта керосином и водой. Станции должны были быть обеспечены рельсами для взлета. Расчетная продолжительность рейса составляла 6 часов.
Гешвед был уверен в правильности своего проекта и в 1888 году приступил к его реализации. Он построил эстакаду, для взлета, и проводил опыты с моделями. Для создания полноразмерного самолёта, способного нести шесть пассажиров, изобретатель разместил заказы на двух заводах в Киеве и Коломне. Однако, получив отрицательный отзыв от «Комиссии по применения воздухоплавания к военным целям» не позволил Гешведу получить финансирование. Дальнейшие работы прекратились.
В 1889 году вышел в отставку по болезни. Скончался 02 февраля 1890 года в Киеве.

## Проекты
- несколько сельских церквей, 1860-е
- комплекс зданий больницы для душевнобольных при Киево-Кирилловских богоугодных заведениях (ныне Киевская городская клиническая психоневрологическая больница № 1 имени И. П. Павлова), Киев. 1870-е
- Проект отопления и вентиляции Мариинского дворца, Киев. 1870-е
- Проект отопления и вентиляции в имении князя Барятинского, Курская область. 1870-е